# Armee-Abteilung Kempf
De Armee-Abteilung Kempf was een Duitse Armee-Abteilung van de Wehrmacht tijdens de Tweede Wereldoorlog, genoemd naar haar bevelhebber, General der Panzertruppe Werner Kempf. De Armee-Abteilung vocht aan het oostfront. De belangrijkste veldslag was de Slag om Koersk in 1943.

## Krijgsgeschiedenis

### Oprichting
Armee-Abteilung Kempf werd gevormd op 21 februari 1943 door omdopen van Armee-Abteilung Lanz bij Charkiv.

### Inzet

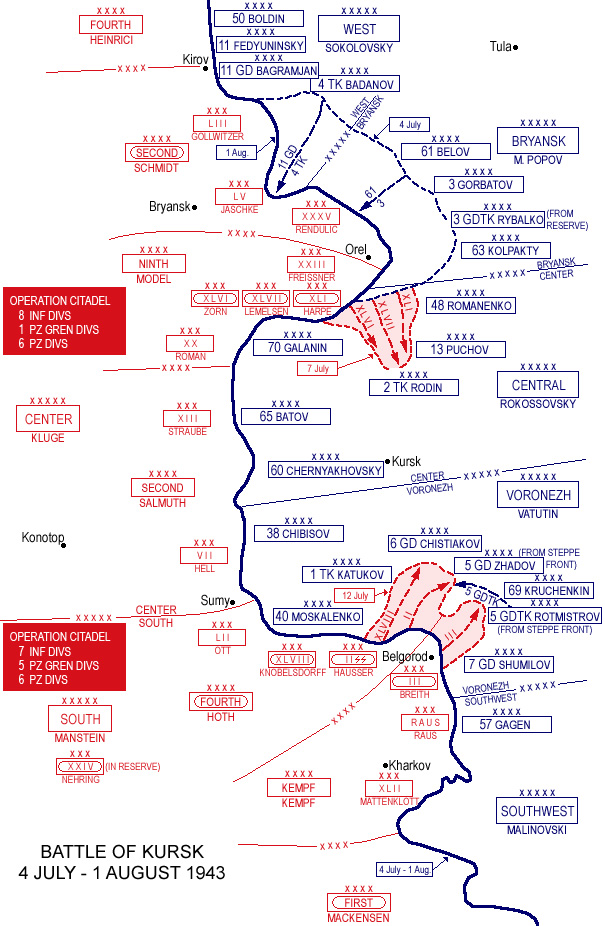
Kaart van de Slag om Koersk, rood Duitsers en veroveringen, blauw Sovjets

Direct na de bevelsoverdracht nam Kempf deel aan de Derde Slag om Charkov. Hierbij nam het SS-Panzerkorps van SS-Oberstgruppenführer Paul Hausser) opnieuw Charkiv in. Vlak daarna kwamen alle bewegingen tot staan door de Raspoetitsa, de Russische modderperiode. De Duitse troepen konden weer op sterkte gebracht worden voor de Operatie Citadel.

Voor deze operatie bestond de Armee-Abteilung op 5 juli 1943 uit:
- 3e Pantserkorps (Hermann Breith): 6e, 7e en 19e Panzerdivisies; 168e Infanteriedivisie
- Korps Raus (Erhard Raus): 106e en 320e Infanteriedivisies
- 42e Legerkorps (Franz Mattenklott): 39e, 161e en 282e Infanteriedivisies

De tegenstander van de Armee-Abteilung was het Sovjet 7e Gardeleger. Net als het 4e Pantserleger aan zijn linkerkant, was de Armee-Abteilung niet in staat de sterke Sovjet verdediging te doorbreken. Op de avond van 16 juli werden alle aanvallen stopgezet. Nu was het de beurt aan de Sovjets. Ze sloegen hard terug met hun Belgorod-Charkiv Operatie. De Duitsers werden meteen in het defensief gedrongen en al op 23 augustus 1943 werd Belgorod door de Sovjets ingenomen. Werner Kempf maakte dat niet meer mee. Hij werd van zijn bevel ontheven door Adolf Hitler aangezien hij medeverantwoordelijk gehouden werd voor deze nederlagen.

### Einde
Op 22 augustus 1943 werd de Armee-Abteilung Kempf omgedoopt in 8e Leger.

## Bovenliggende bevelslagen
| Legergroep       | Plaats/regio | Begin            | Eind             |
| ---------------- | ------------ | ---------------- | ---------------- |
| Heeresgruppe Süd | Oekraïne     | 21 februari 1943 | 22 augustus 1943 |

## Commandanten

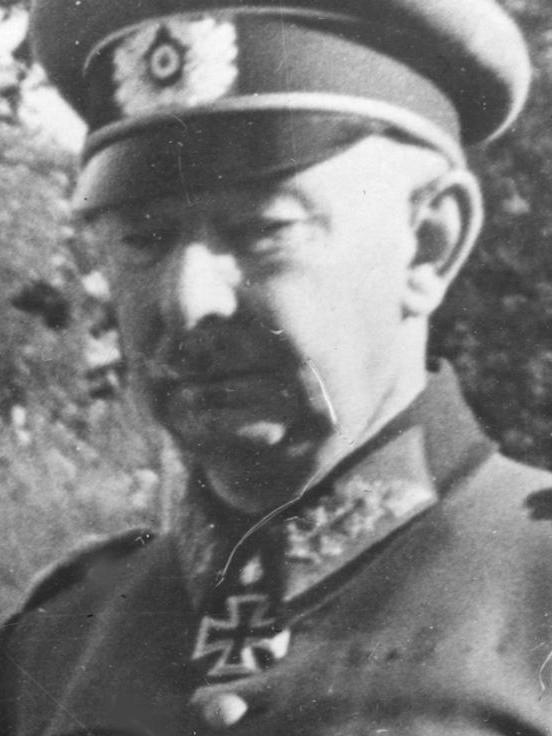
General der Panzertruppe Werner Kempf

| Rang                     | Naam         | Begin            | Eind             |
| ------------------------ | ------------ | ---------------- | ---------------- |
| General der Panzertruppe | Werner Kempf | 21 februari 1943 | 16 augustus 1943 |
| General der Panzertruppe | Otto Wöhler  | 17 augustus 1943 | 22 augustus 1943 |